# Helene Østergaard Hansen
Helene Østergaard Hansen er en dansk tidligere fodboldspiller (inderwing) fra Femina.
Helene Østergaard Hansen vandt sølv ved EM i Italien i 1969, hvor Femina, der klart var det bedste hold i Danmark, repræsenterede Danmark. Året efter var hun med på Femina-holdet som blev verdensmester i kvindefodbold i 1970 i Italien efter en sejr på 2-0 over Italien. Målene blev scoret af Helene Østergaard Hansen og Maria Sevcikova. Kampen blev sendt live på DR og efter VM blev finalen Danmark-Italien genudsendt i TV med Gunnar Nu Hansen som kommentator og Helene Østergaard Hansen som medkommentator. Året efter var hun på det danske hold som vandt i VM-finalen i Mexico City mod værtsnationen Mexico. Helene Østergaard Hansen var som den eneste med alle tre gange.
Helene Østergaard Hansens spillede også håndbold og roede singlesculler.